# Lennart Schånberg
Lennart Birger Schånberg, född 24 maj 1874 i Kristina församling i Jönköping, död 29 juni 1961 i Haga församling i Göteborg, var en svensk idrottsman (häcklöpare, femkampare och konståkare) samt även idrottsledare. Han tävlade för Stockholms Amatörförening.
Lennart Schånberg hade det inofficiella svenska rekordet på 110 meter häck från 1898 till 1904. Han förlorade rekordet till Oscar Lemming. I samband med rekordet vann han även SM-guld i grenen 1898.
Han var från 1907 till 1926 styrelseledamot i Smålands Idrottsförbund (vice ordförande 1914–1926) samt ordförande i Jönköpings Roddsällskap 1906–1918. Han var styrelseledamot i Svenska Roddförbundet 1912–1917 och medlem av Riksidrottsförbundets stadgeutskott 1911–1921.
Lennart Schånberg är begravd på Östra kyrkogården i Jönköping.